# Petar Topić
Petar Topić (ungarisch Topics Petar; * 30. Dezember 1991 in Split, Kroatien) ist ein kroatischer Handballspieler, der seit 2020 auch die ungarische Staatsbürgerschaft besitzt.

## Karriere

### Verein
Der 2,01 m große Kreisläufer spielte in Kroatien für den RK Kastela. Im Europapokal der Pokalsieger 2010/11 gab er sein internationales Debüt. Im Sommer 2013 wechselte er zum nordmazedonischen Erstligisten RK Metalurg Skopje, den er bereits im November wieder verließ und in die kroatische Liga zum RK Poreč zurückkehrte. Mit diesem nahm er am EHF-Pokal 2013/14 teil. 2015 unterschrieb er beim RK Pelister Bitola. Seine erste Station in Ungarn war in der Saison 2016/17 Váci KSE. Anschließend lief er fünf Jahre für Balatonfüredi KSE auf, mit dem er am EHF-Pokal und der European League teilnahm. Platz 3 in der Saison 2021/22 war die beste Platzierung in der heimischen K&H Liga. Ab 2022 spielte Topić für MOL Tatabánya. Im Februar 2025 wechselte er zum RK Zagreb, mit dem 2025 Meisterschaft und Pokal gewann.

### Nationalmannschaft
Mit der ungarischen Nationalmannschaft nahm Topić an der Weltmeisterschaft 2021 (5. Platz) und der Europameisterschaft 2022 (15. Platz) teil. Seit 2021 bestritt er 15 Länderspiele, in denen er 41 Tore erzielte.